# Marlinton
Marlinton és una població dels Estats Units a l'estat de Virgínia de l'Oest. Segons el cens del 2000 tenia 1.204 habitants.

## Demografia
Segons el cens del 2000, Marlinton tenia 1.204 habitants, 552 habitatges, i 290 famílies. La densitat de població era de 208,5 habitants per km².
Dels 552 habitatges en un 22,5% hi vivien nens de menys de 18 anys, en un 37,9% hi vivien parelles casades, en un 12,7% dones solteres, i en un 47,3% no eren unitats familiars. En el 42,4% dels habitatges hi vivien persones soles el 21,4% de les quals corresponia a persones de 65 anys o més que vivien soles. El nombre mitjà de persones vivint en cada habitatge era de 2,04 i el nombre mitjà de persones que vivien en cada família era de 2,8.
Per edats la població es repartia de la següent manera: un 19,6% tenia menys de 18 anys, un 7,5% entre 18 i 24, un 22,8% entre 25 i 44, un 24,8% de 45 a 60 i un 25,2% 65 anys o més.
L'edat mediana era de 45 anys. Per cada 100 dones de 18 o més anys hi havia 76,6 homes.
La renda mediana per habitatge era de 21.293 $ i la renda mediana per família de 33.125 $. Els homes tenien una renda mediana de 26.500 $ mentre que les dones 16.477 $. La renda per capita de la població era de 14.957 $. Entorn del 17,5% de les famílies i el 24% de la població estaven per davall del llindar de pobresa.

## Poblacions més properes
El següent diagrama mostra les poblacions més properes.